# Jorge Azcón
Jorge Antonio Azcón Navarro (Zaragoza, 21 de noviembre de 1973) es un abogado y político español, actual presidente del Gobierno de Aragón desde 2023. También preside el Partido Popular de Aragón, y es miembro de la Junta Directiva Nacional del PP. Previamente, fue alcalde de Zaragoza entre 2019 y 2023.

## Biografía
Nació el 21 de noviembre de 1973 en Zaragoza, donde se crio y se formó, más concretamente en la zona del Coso y del casco histórico de la ciudad. Es el menor de cinco hermanos, está casado y tiene dos hijos.
Trabajó durante varios años como director territorial en Aragón de MRA, empresa especializada en la promoción de viviendas de protección oficial. 

### Formación académica
Estudió en los colegios de Teresianas del Pilar y Juan de Lanuza, más tarde se licenció en Derecho e hizo un máster en Urbanismo por la Universidad de Zaragoza.
En su etapa universitaria es cuando empezó su inquietud por la política y se afilió a las Nuevas Generaciones del Partido Popular, formación de la que llegó a ser presidente provincial y regional y miembro de los Comités Ejecutivos Regional y Provincial.

## Trayectoria política
Durante la etapa del gobierno de José Atarés fue concejal de Juventud y Personal entre 2000 y 2003. Desde 2003 hasta 2007, estuvo en la oposición, fue su portavoz adjunto y cursó el Máster de Urbanismo de la Universidad de Zaragoza. En 2011 volvió a la política municipal tras trabajar en una empresa privada especializada en la construcción de VPO. Desde 2015 fue portavoz del Partido Popular en el Ayuntamiento de Zaragoza y estuvo en la oposición hasta el 15 de junio de 2019, cuando fue investido alcalde de Zaragoza.
Ha sido presidente provincial y regional de Nuevas Generaciones del Partido Popular, y miembro de los Comités Ejecutivos regional y provincial. Actualmente es miembro de la Junta Directiva Nacional del PP y de los Comités Ejecutivos Regional y Provincial del Partido Popular de Aragón.
En el año 2000 debido a la marcha de Luisa Fernanda Rudi a Madrid para convertirse en la primera mujer en ser presidenta del Congreso de los Diputados, José Atarés le sustituyó en la alcaldía y Jorge Azcón tomó posesión de su acta de concejal.

### Alcaldía de Zaragoza (2019-2023)
En las elecciones municipales celebradas el 26 de mayo de 2019 el PSOE encabezado por Pilar Alegría consiguió diez concejales de los 31 que conforman el pleno del Ayuntamiento de Zaragoza. El segundo partido más votado fue el Partido Popular de Azcón que logró ocho concejales y que perdió 15.736 votos respecto a la anterior cita electoral en 2015. No obstante, el PP volvió a recuperar apoyo electoral de tres de sus feudos históricos —Centro, Casco Histórico y Universidad—.
El 15 de junio de 2019, Azcón fue investido alcalde de Zaragoza con el apoyo de los seis concejales de Ciudadanos, cuya líder, Sara Fernández Escuer, fue proclamada vicealcaldesa. Al día siguiente, su primer acto institucional fue visitar el memorial de José Atarés situado en la avenida homónima. El 19 de junio se presentó el nuevo gobierno PP-Cs en una rueda de prensa.

### Presidente del PP de Aragón y candidato a la Presidencia
Es el presidente del Partido Popular de Aragón desde diciembre del 2021. Fue elegido en el XIV Congreso regional del partido, al que se presentó como único candidato, y que ganó con el 97,92 % de los votos emitidos. Casi un año después de dicha elección, en diciembre de 2022 confirma su candidatura a la presidencia de Aragón, y por tanto, su renuncia a la reelección como alcalde de Zaragoza.
Lideró al Partido Popular de Aragón en las elecciones autonómicas del 28 de mayo de 2023 partiendo como cabeza de lista de la provincia de Zaragoza. En dichas elecciones el PP consigue el 35.50 % de los votos y 28 escaños de los 67 que conforman las Cortes de Aragón. Aunque la suya fue la candidatura más votada, no alcanzó la mayoría necesaria para ser elegido presidente del Gobierno de Aragón, por lo que necesitaría pactar con otros partidos.

### Presidente del Gobierno de Aragón

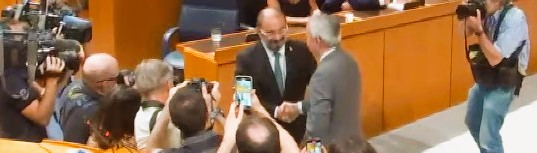
Azcón recibe la felicitación de su predecesor, Javier Lambán, tras ser elegido presidente del Gobierno de Aragón

Tras las elecciones, el PP inició conversaciones con otros partidos y fue proclamado candidato a presidir el Gobierno de Aragón, aunque sin fecha para su investidura mientras cerraba los pactos necesarios. Finalmente, fue investido el 10 de agosto de 2023 con el apoyo de Vox, con quien formó un gobierno de coalición, y el Partido Aragonés que, de momento, quedaba fuera de este gobierno.

#### Plan de concordia
El PP impulsó junto a Vox las llamadas «leyes de concordia» en Aragón, Castilla y León, Comunidad Valenciana o Extremadura, que Vox exigía como condición para otorgar los gobiernos de estas comunidades autónomas al PP, con el visto bueno de la dirección nacional, con objeto de modificar a nivel autonómico la Ley de Memoria Democrática, y, según sus promotores, «unificar» la memoria histórica y reconocer «todas las víctimas» del siglo XX, no solo las del Franquismo.
Estas han sido polémicas porque eliminan los permisos para la exhumación de fosas comunes que permiten a los ciudadano identificar a sus familiares muertos de la guerra civil española, la señalización de lugares simbólicos, la catalogación de desaparecidos y las ayudas a proyectos de memoria democrática. No mencionan la dictadura franquista como tal, niegan que su carácter dictatorial deba condenarse y evitan nombrar las graves violaciones de derechos humanos ocurridas. Además, permiten restaurar monumentos o exhibir cruces y símbolos históricos si se justifican como «concordia», limitan ayudas a asociaciones de memoria (o las eliminan), y condicionan subvenciones a particulares interpretaciones. Incluyen personas afectadas por la Segunda República española, el terrorismo de ETA o la persecución ideológica en general, equiparando implícitamente estos hechos con las víctimas del Franquismo.
Los relatores de la Organización de las Naciones Unidas han alertado con contundencia que estas leyes invisibilizan las graves violaciones de derechos humanos cometidas durante el Franquismo, obstaculizan el acceso a la verdad, justicia y reparación para las víctimas y no condenan explícitamente el régimen dictatorial, lo que incumple obligaciones internacionales sobre memoria histórica.
Historiadores y expertos han denunciado su falta de rigor histórico y base científica, su «falsa equiparación» entre víctimas de regímenes democráticos y autoritarios y la mezcla inapropiada entre memoria personal y memoria social, lo que diluye la responsabilidad histórica.
En Aragón, en el pacto de gobierno para hacer presidente a Jorge Azcón, firmado en agosto de 2023, PP y Vox acordaron derogar la Ley de Memoria Democrática de Aragón y elaborar un Plan de concordia. La primera fue derogada en febrero de 2024, substituida por la segunda norma, mediante trámite exprés, en las Cortes de Aragón en julio de 2024, omitiendo términos como «fraquismo», «dictadura» o «Guerra Civil» y reconociendo de forma genérica «violencia política» sufrida por «todas las víctimas».